# مزرعه کرمشاه کرمی
مزرعه کرمشاه کرمی یک منطقهٔ مسکونی در ایران است که در دهستان رستاق (داراب) واقع شده‌است. مزرعه کرمشاه کرمی ۲۹ نفر جمعیت دارد.